# Linha 18 do Metropolitano de Paris
A Linha 18 do Metrô de Paris é uma linha em projeto da rede de Metrô de Paris.
Será uma linha de metrô automática de modelo adaptado do Grand Paris Express. Com uma extensão de 35 quilômetros, ela ligará em um primeiro momento o Aeroporto de Orly a Versalhes via Estação de Massy - Palaiseau, o Planalto de Saclay e Saint-Quentin-en-Yvelines. Posteriormente, ela será estendida por cerca de quinze quilômetros de Versalhes a Nanterre, passando por Rueil-Malmaison.
Ele está prevista para ser concluída depois de 2030. Sua primeira seção, do aeroporto de Orly ao planalto de Saclay (CEA Saint-Aubin), está previsto para 2027. Uma de suas finalidades é a de servir o pólo tecnológico e científico Paris-Saclay e a Universidade Paris-Saclay. Ela tinha também que dar acesso ao sítio que foi planejado para o projeto abortado da candidatura francesa para a organização da Exposição Universal de 2025.
A gestão do projeto de engenharia e das estações foi confiada ao grupo Icare, que é liderado por Ingérop Conseil et Ingénierie, com vários escritórios de arquitetura para projetar as várias estações do trecho, enquanto que os sistemas estão sob a responsabilidade da Egis Rail. O viaduto e as estações elevadas foram confiadas ao grupo Benthem Crouwel.
Esta será a única linha de metro de Grand Paris Express que servirá o departamento de Yvelines, com três estações em duas comunas: a estação de Versailles Chantiers e a de Satory serão localizadas em Versalhes, e a estação de Saint-Quentin Est será localizada em Guyancourt.

## História
A linha 18 é resultado do projeto de rede de transportes públicos da Grande Paris, apresentado pelo presidente da República Nicolas Sarkozy em 2009. Foi prevista uma linha verde de grande capacidade ligando Orly a Roissy via Saclay e La Défense. 
Em 6 de março de 2013, o Primeiro-ministro Jean-Marc Ayrault revelou o mapa da futura rede do Nouveau Grand Paris (novo nome do Grand Paris Express), no qual aparece pela primeira vez a denominação "linha 18". Seu percurso foi limitado à seção Aéroport d'Orly - Versailles-Chantiers, o futuro do trecho para Nanterre se mantendo incerto. Uma variante do traçado permitindo servir a Universidade de Saint-Quentin-en-Yvelines foi considerada, mas foi abandonada em favor de um caminho a leste mais direto. É também nesta ocasião que é indicado a escolha de um metrô de modelo adaptado, tendo em vista o atendimento esperado, o que não justifica trens como a capacidade das outras linhas.
Em 2014, o primeiro-ministro Manuel Valls anunciou que os trechos CEA Saint-Aubin-Massy - Palaiseau e Massy - Palaiseau-Aéroport d’Orly seriam efetuados desde 2024.
A concertação sobre o projeto da linha 18 (seção Aéroport d’Orly - Versailles-Chantiers) ocorreu de 12 de maio a 12 de junho de 2015. O registro de enquete foi encaminhado para o prefeito da região pela SGP no verão de 2015, para uma enquete de 21 de março a 26 de abril de 2016.
A linha 18 foi declarada de utilidade pública em 28 de março de 2017.
Em janeiro de 2018, o primeiro-ministro Édouard Philippe anunciou a retirada da candidatura francesa à organização da Exposição Universal de 2025. A data de abertura prevista foi adiada para 2027.

### Calendário
A linha 18 deverá ser lançada de acordo com as etapas seguintes:
- por volta de 2027, para o trecho comum de CEA Saint-Aubin a Massy - Palaiseau;
- por volta de 2027, para o trecho de Massy - Palaiseau a Aéroport d’Orly;
- por volta de 2030, para o trecho de CEA Saint-Aubin a Versailles-Chantiers;
- para além de 2030, para o trecho de Versailles-Chantiers a Nanterre La Folie.

## Estações

### Lista de estações

Plano da linha.

- Nanterre-La Folie
- Rueil
- Versailles-Chantiers
- Satory
- Saint-Quentin Est
- CEA Saint-Aubin
- Orsay - Gif
- Palaiseau
- Massy - Palaiseau
- Massy Opéra
- Antonypôle
- Aéroport d'Orly

## Projetos de desenvolvimento

### A criação de uma estação Camille-Claudel
Para Palaiseau, eleitos e moradores se mobilizam desde 2015 para a construção de uma nova estação de metrô de direito do novo eco-bairro da cidade chamado Camille Claudel que deverá abrigar 4.000 habitantes. Esta estação deverá se situar entre as paradas Massy-Palaiseau e Palaiseau.
O relatório do comissão de enquete pública recomenda que a reserva fundiária deve ser colocada no local para a realização eventual desta estação após a abertura da linha.

### Para uma extensão para o leste
Na reunião do comité de direção da estação do Aeroporto de Orly, em 3 de maio de 2016, a Société du Grand Paris anunciou que por não hipotecar o futuro, as medidas cautelares serão levadas para a estação Aéroport d'Orly a fim de criar uma extensão possível a leste da linha para além de 2030. Esta medida é tomada na sequência de pedidos dos eleitos locais do Vale do Marne e de Essonne para conectar a estação de Villeneuve-Saint-Georges, situada na linha D do RER, à zona aeroportuária de Orly a fim de facilitar seu acesso. Outros eleitos desejam que a extensão vá até a estação de Boissy-Saint-Léger, situada na linha A do RER, pelas mesmas razões. Finalmente, o departamento do Vale do Marne através da associação Orbival vai mobilizar os representantes eleitos a fim de considerar a essa extensão.
A comissão de enquete pública preconiza em sua publicação de 13 de julho de 2016 que a estação de Aéroport d'Orly seja realizada de modo a tornar possível uma extensão até a linha D do RER.